# Халкия, Фани
Фани Халкия (греч. Φανή Χαλκιά; род. 2 февраля 1979, Ларисса, Греция) — греческая легкоатлетка, специализировавшаяся на «гладких» спринтерских дистанциях и дистанциях с барьерами. Олимпийская чемпионка 2004 года в беге на 400 метров с барьерами, серебряный призёр чемпионата Европы 2006 года в аналогичной дисциплине.

## Спортивная карьера
Фани Халкия родилась 2 февраля 1979 года в греческой Лариссе. На юниорском уровне спортсменка занимала места в третьем десятке, а на соревнованиях среди взрослых до 2004 года высшим её достижением стало шестое место в барьерном беге на 400 метров на чемпионате Европы в помещении в Будапеште — пробежав в полуфинале эту дистанцию за 51,68 секунд, она установила национальный рекорд. В сентябре того же года на соревнованиях в Берлине ей покорился национальный рекорд на той же дистанции на открытом воздухе — 50,56 с.
На Олимпийских играх 2004 года, проходивших в Афинах, Халкия не входила в число главных претендентов на медали. Несмотря на это 22 августа она выиграла один из полуфинальных забегов на 400 метров с барьерами с олимпийским рекордом (52,77 с), а спустя три дня одержала победу в финале, став одной из сенсаций турнира. На тех же Играх греческая эстафетная команда 4×400 м с Халкией на последнем этапе добилась права участия в финальном забеге этой дисциплины, однако заняла в нём лишь восьмое место. На всемирном легкоатлетическом финале 2004 года в Монако на дистанции 400 м с барьерами она показала 4 результат.
В 2006 году на европейском чемпионате в Гётеборге Халкия завоевала «серебро» на дистанции 400 м с барьерами, уступив в финальном забеге лишь 0,9 с россиянке Евгении Исаковой.
16 августа 2008 года во время Олимпиады в Пекине допинг-проба «A» греческой спортсменки, взятая в Японии за несколько дней до Игр, дала положительный результат на метриболон, найденный также у ряда её соотечественников. Халкия всячески отрицала, что принимала запрещённые вещества и настояла на вскрытии пробы «B», которая, впрочем, также оказалась положительной. 12 декабря IAAF отстранила гречанку от спорта на два года.